# Noceto (Carrara)
Nozét sunt n stecc,
Castelpoz sunt un poz.»
(Proverbio carrarese che indica la collocazione delle tre frazioni a monte di Carrara.)
Noceto (Nozét in dialetto carrarese) è la frazione più piccola del Comune di Carrara, in provincia di Massa-Carrara. Antico borgo incastonato sulle Alpi Apuane tra boschi di castagni e terreni a terrazzamento, esso sovrasta la città e la frazione di Gragnana da una posizione amena e panoramica (m 421 s.l.m).
L'intero paese si sviluppa come un unico centro abitativo intorno all'unica via principale, Via Sant'Anna ed all'unico edificio di culto, la Chiesa di Sant'Antonio Abate e Sant'Anna. Compatto, senza sobborghi isolati, non presenta alcun esercizio commerciale o centro ricreativo fino alla più vicina frazione di Castelpoggio.

## Geografia
Noceto sorge sui monti a 8 km a nord di Carrara, ai confini del Parco naturale regionale delle Alpi Apuane.

## Storia
Noceto ha una storia plurisecolare, oggetto però di scarsa documentazione. Sarà il Codice Pelavicino a citare per la prima volta il paese di Noceto nel 1235, quale borgata a mezza strada tra Gragnana e Castelpoggio dove i paesani erano attenti mercanti con i viaggiatori in transito. A dimostrazione di questa vocazione commerciale, il ritrovamento ad inizio novecento di un vaso di monete di vario conio dei ducati circostanti risalenti al 1700. Attualmente le monete sono conservate al Museo Archeologico di Firenze.
Tuttavia, la maggior parte delle informazioni sulla storia di Noceto possono essere raccolte indirettamente soltanto attraverso la storia degli edifici di culto presenti nel borgo, nato in realtà come luogo eremitico per tre monasteri benedettini. Le prime fonti riportano la sua esistenza già intorno al 1200, periodo di edificazione dei tre oratori collegati a ciascun monastero: uno dedicato a San Niccolò, un altro a Sant'Andrea Apostolo e l'ultimo, tuttora esistente, a Sant'Antonio Abate (vedi Chiesa di Sant'Antonio Abate e Sant'Anna). Il borgo, costruito interamente in pietra e sabbia di fiume, era altresì protetto da un castello, non più esistente, sopra la strada che attualmente collega Noceto a Castelpoggio. Per cause ignote il borgo ha subito un lento ed inesorabile impoverimento, oltre all'abbandono da parte degli ecclesiastici, intorno al XVI secolo, periodo in cui si ricollegano tanto le demolizioni degli oratori di San Niccolò e di Sant'Andrea Apostolo per ricavare terreni liberi da vendere, quanto la vendita di terreni circostanti il paese, degli edifici monastici e di alcuni oggetti sacri per sopperire alle difficili situazioni economiche dei monaci, costretti poi a lasciare ugualmente il borgo. Queste conseguenze hanno comportato il passaggio graduale dei terreni e degli edifici ecclesiastici in mano ai civili che, ancora oggi, seppur in misura notevolmente ridotta rispetto alla sola metà del 1900, risiedono a Noceto. 
Nel secondo dopoguerra il paese si è notevolmente spopolato. Molti "nocetini" sono emigrati in alcune città limitrofe, altri in Germania, altri ancora a Livorno, ma una buona parte ad Empoli (FI), cuore produttivo della Toscana dell'epoca.
Gli abitanti di Noceto hanno sempre tratto le loro fonti di vita dalle risorse agro-silvo-pastorali del luogo, in particolar modo dalla coltivazione delle patate di montagna e dalla produzione di una pregiata e dolce farina di castagne della Lunigiana. A differenza dei versanti montuosi circostanti, sul luogo non sono presenti attività minerarie di estrazione del marmo bianco di Carrara.

## Monumenti e luoghi d'interesse
- Chiesa di Sant'Antonio Abate e Sant'Anna

## Società

### Evoluzione demografica
Abitanti censiti

## Galleria d'immagini

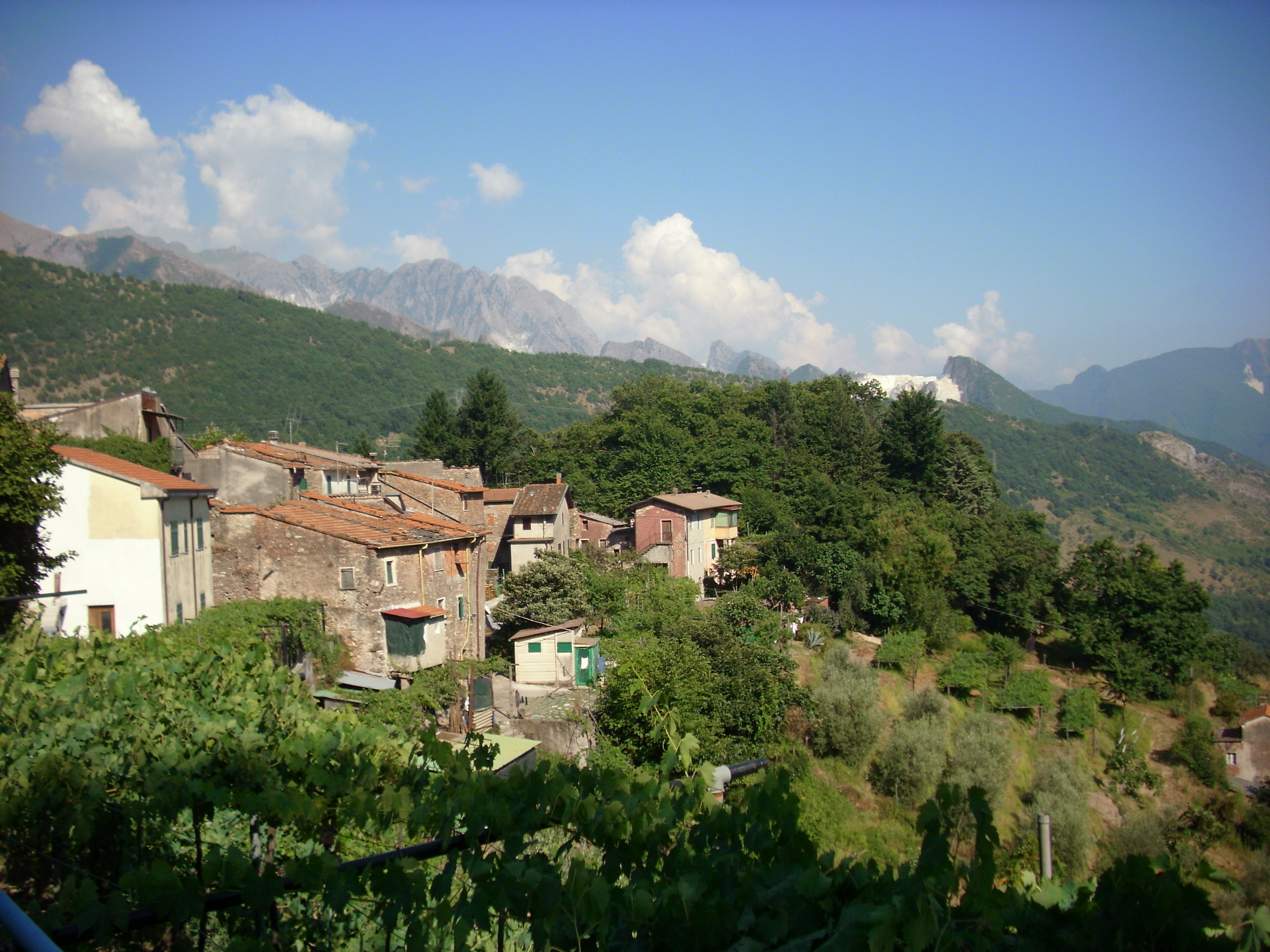
Panorama Noceto con sfondo cave di marmo di Carrara.
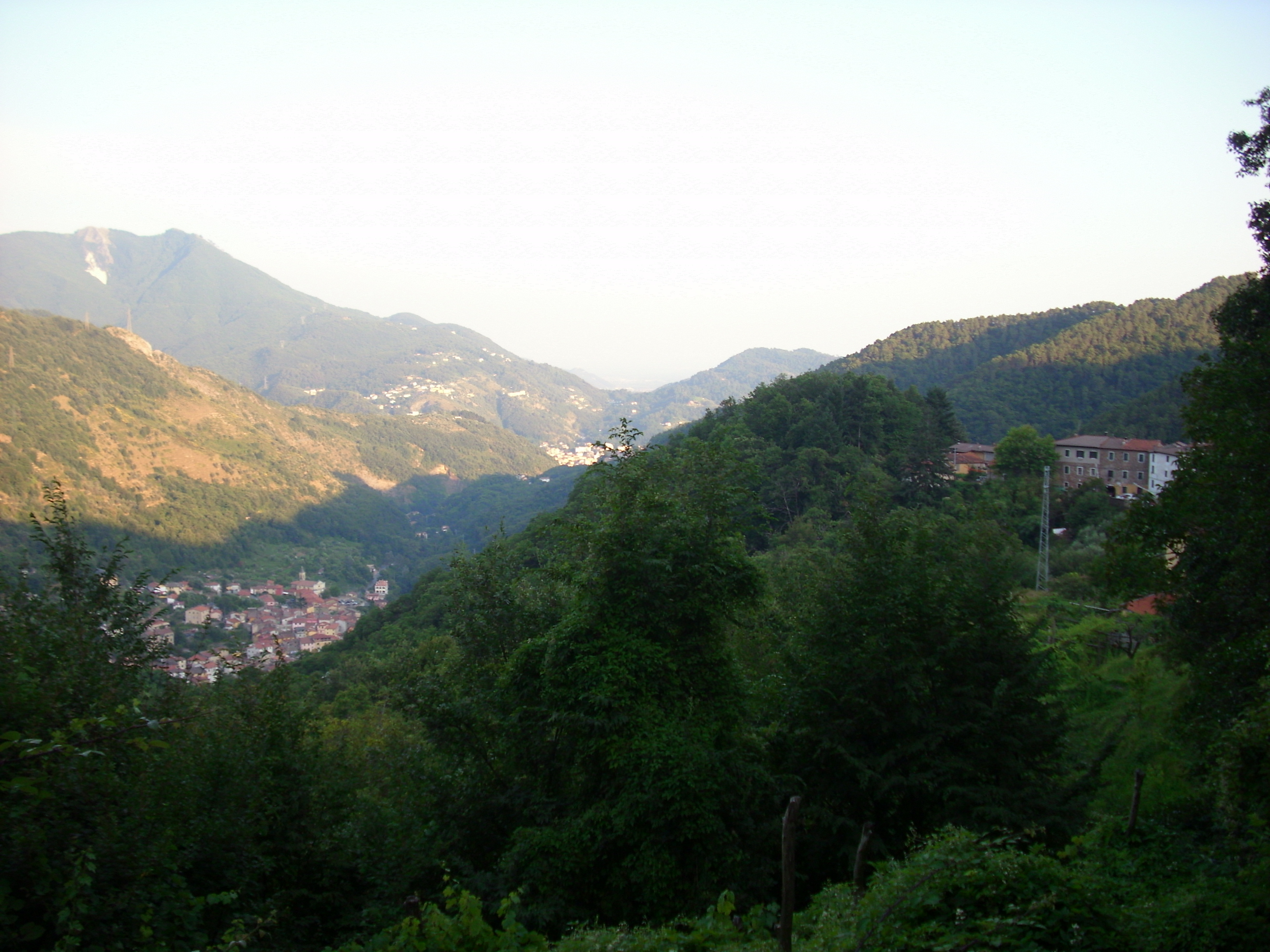
Panorama Noceto con vista Gragnana e Carrara.
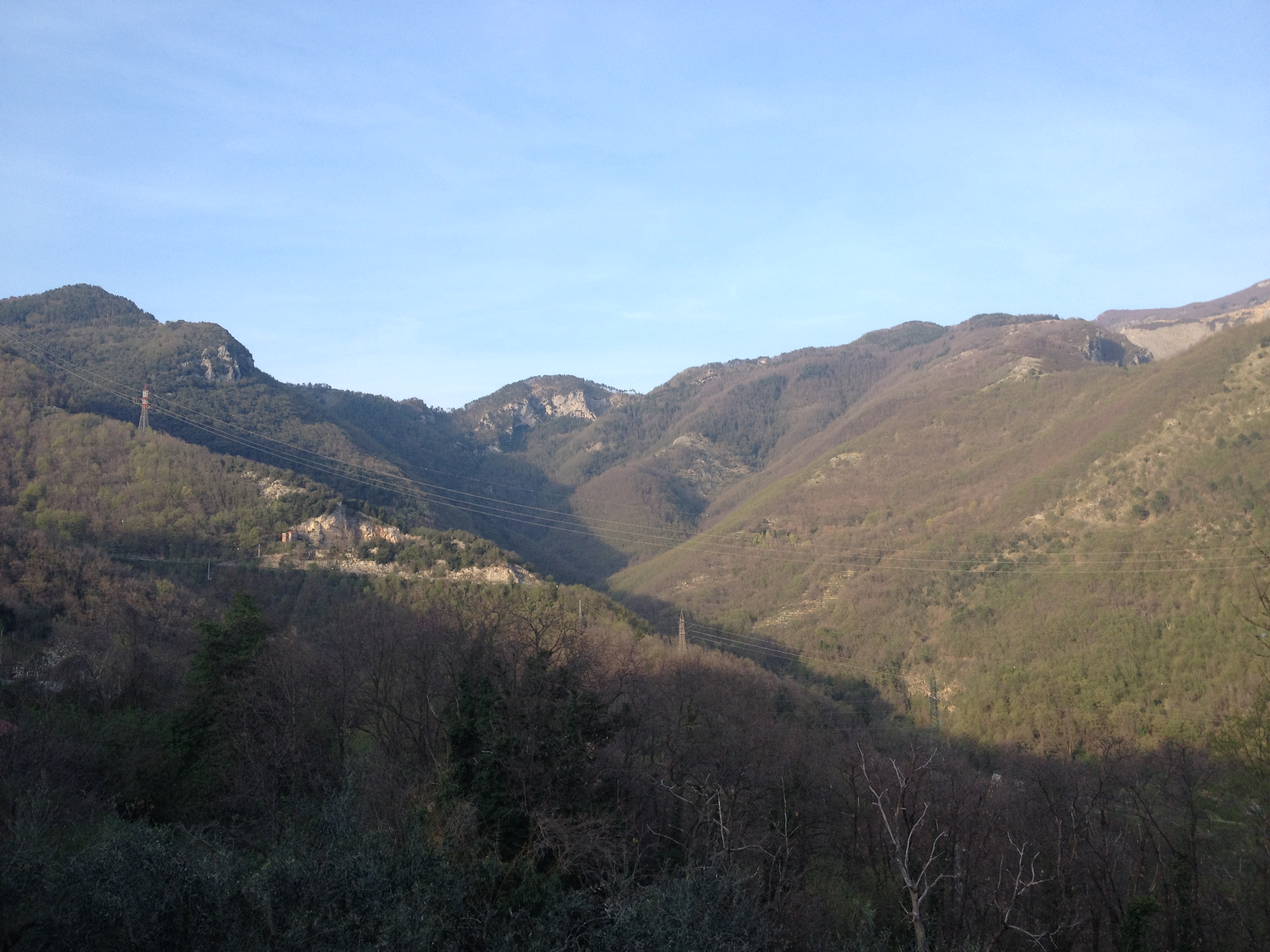
Panorama di Noceto.
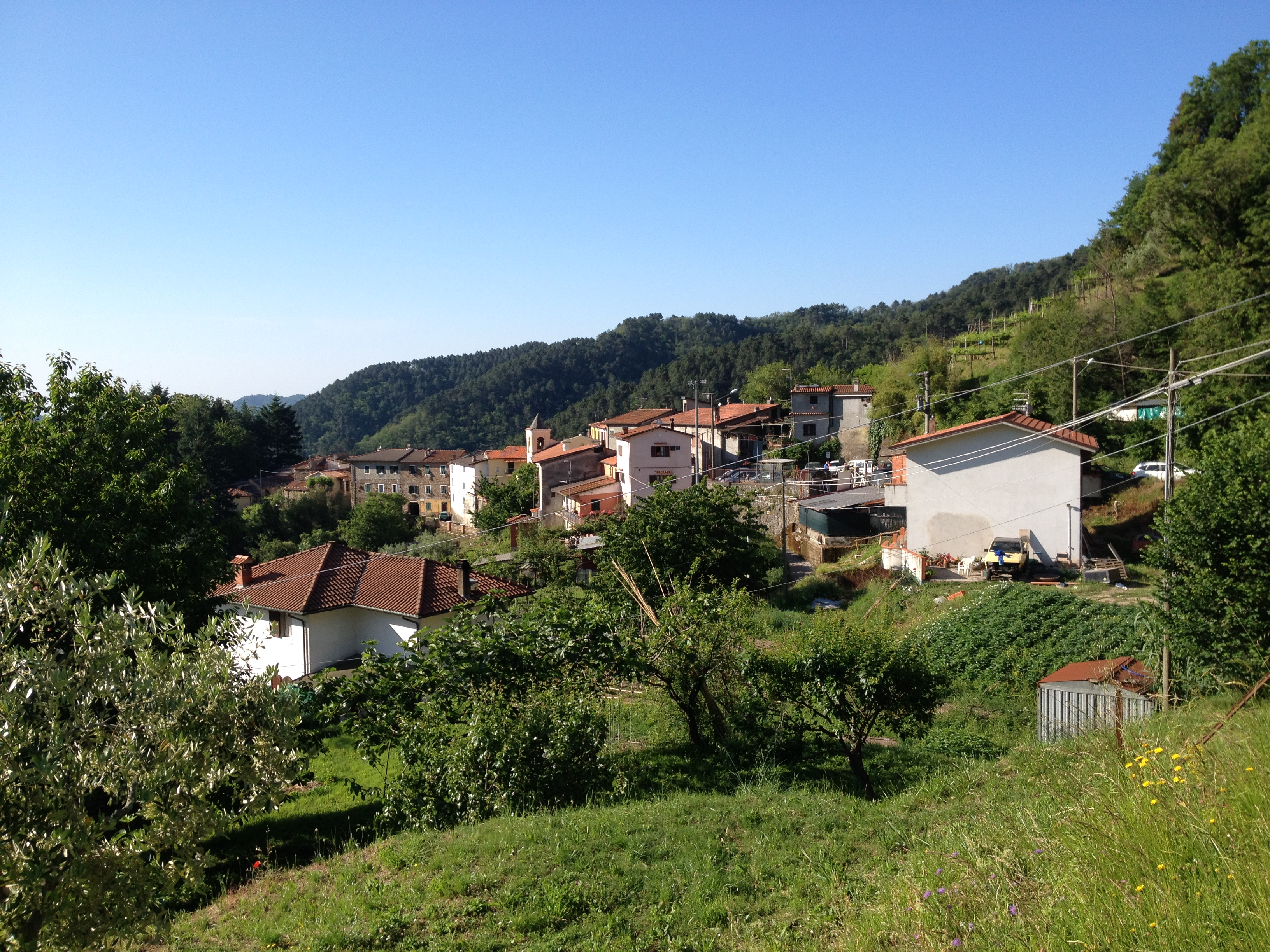
Noceto di Carrara in primavera.
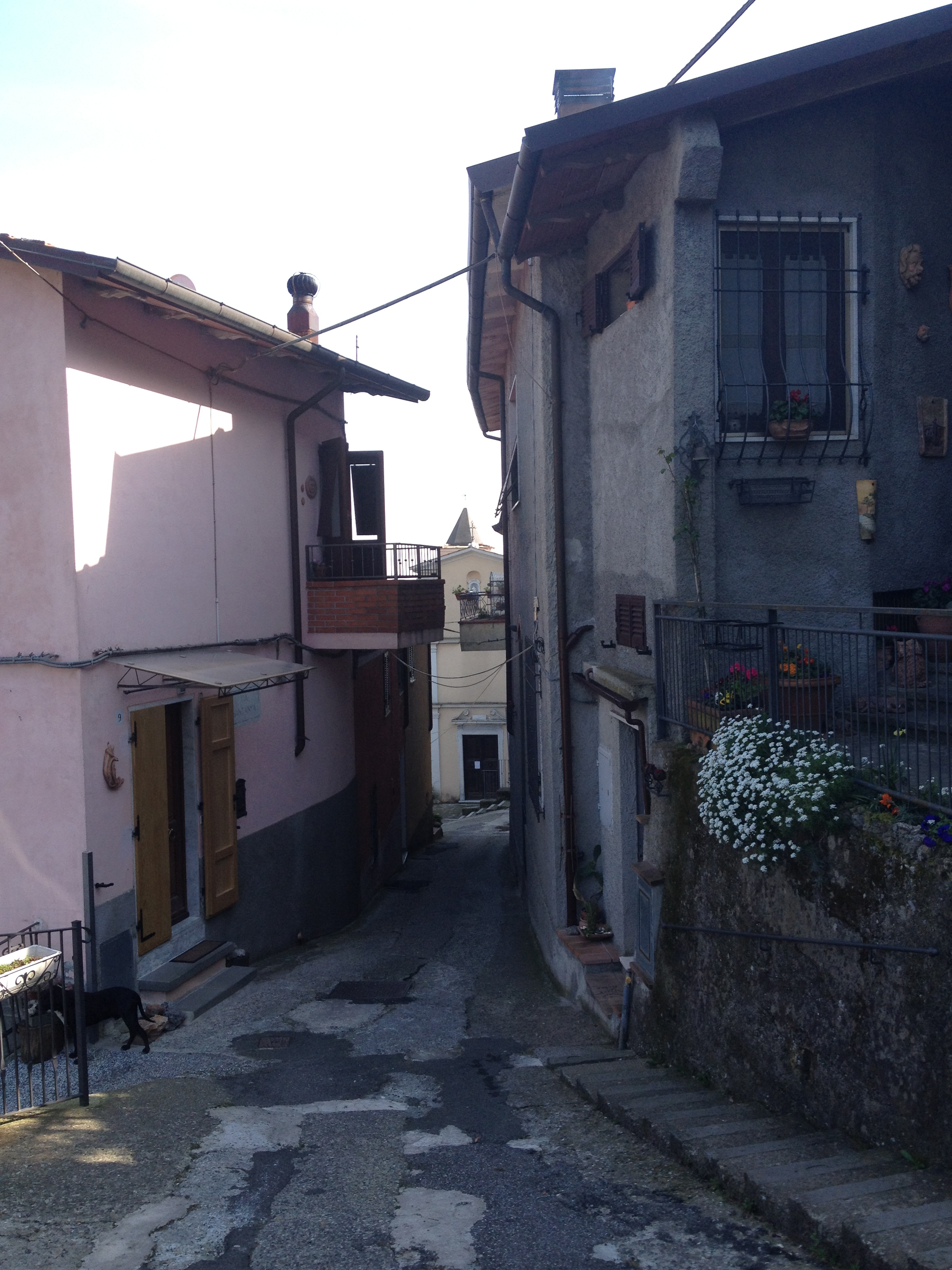
Le prime case di Noceto di Carrara lungo Via Sant'Anna.
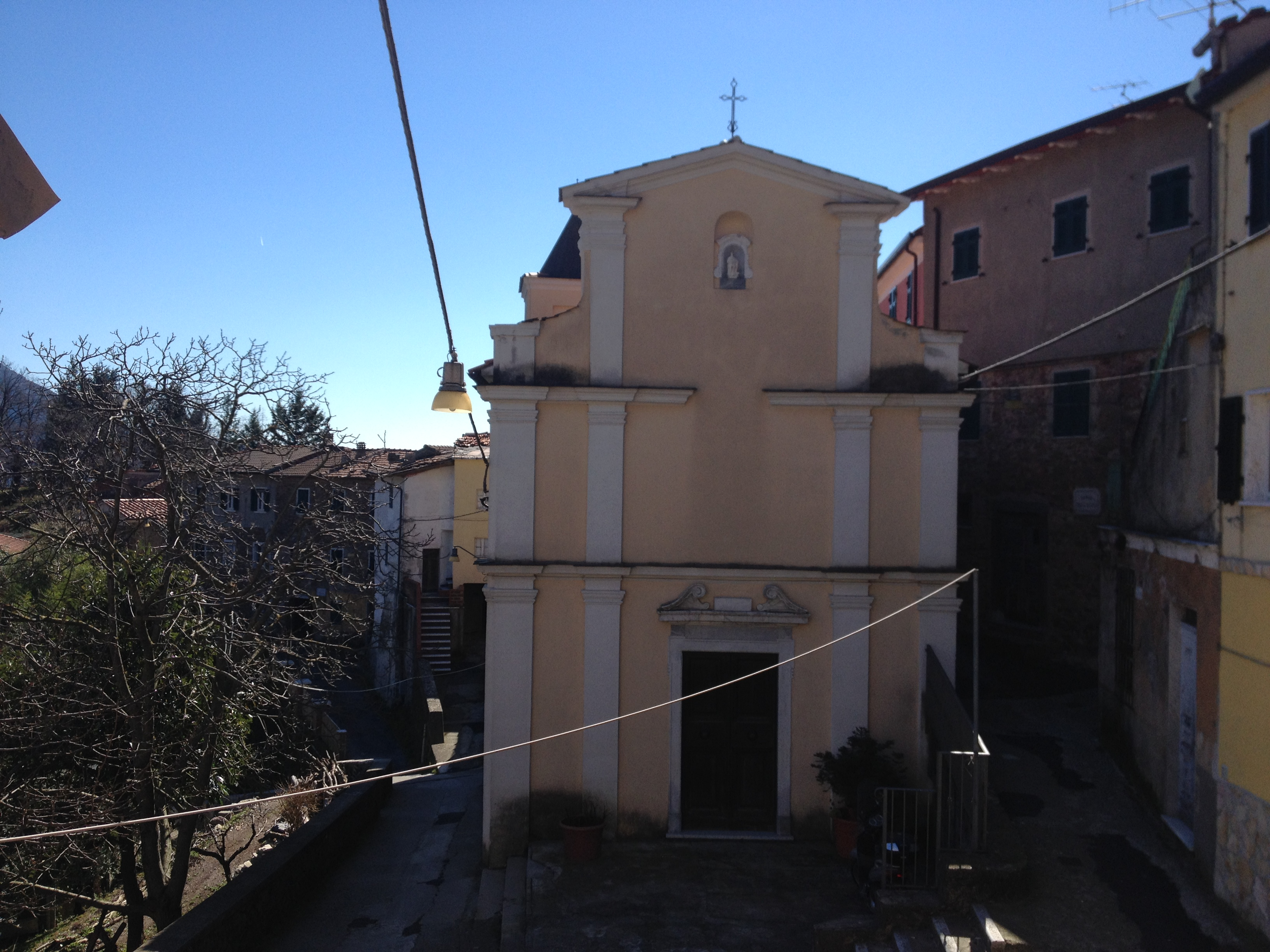
Chiesa di Sant'Antonio Abate e Sant'Anna.
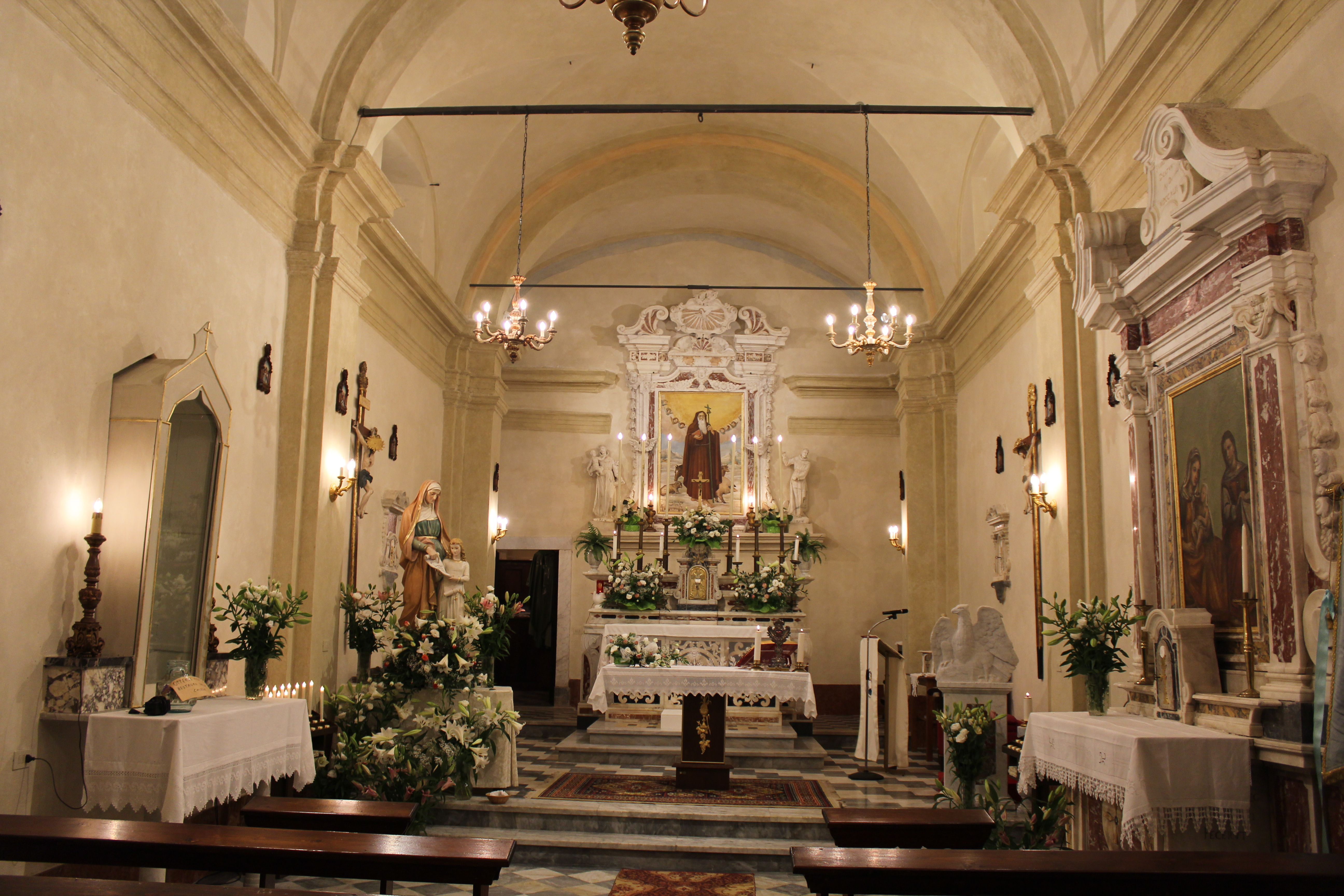
Interno della chiesa Sant'Antonio Abate e Sant'Anna.
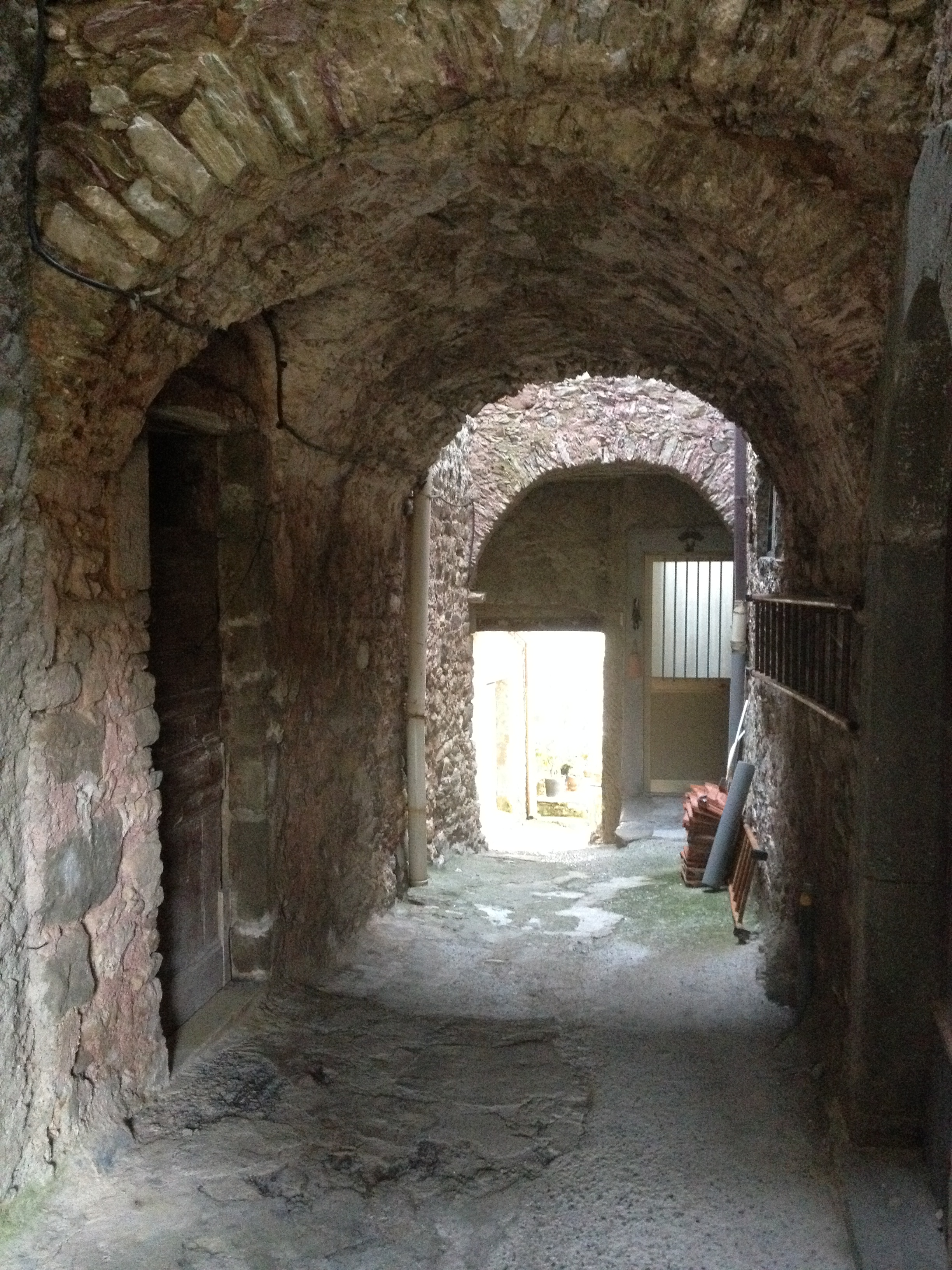
Portici Noceto di Carrara in pietra e sabbia di fiume.